# Grove mosterdkorst
Grove mosterdkorst (Pyrrhospora quernea) is een korstmossoort uit de familie Lecanoraceae.

## Determinatie

### Uiterlijke kenmerken
Grove mosterdkorst is een korstvormig korstmos. De kleur van het thallus is mosterdgroen en hij is geheel bedekt met rode sorediumachtide isidiën. Apotheciën zijn zeldzaam. Indien aanwezig zijn ze bruinzwart, plat tot sterk convex, randloos, onregelmatig van vorm  en hebben een diameter van 0,4–1(–1,5).
Hij heeft de volgende kleureacties: C+ (oranje), UV+ (oranje), P- of P+ (zwak geel), KC+ (oranje).

### Microscopische kenmerken
Het hymenium is kleurloos en heeft een hoogte van 50 to 60 μm. Interascal weefsel van parafysen, enkelvoudig of vertakt naar de toppen. De toppen niet opvallend gezwollen, gesepteerd, vernauwd bij de septa. De ascosporen zijn breed elipsevormig, aseptaat, hyaliene, glad, licht bruin en meten (7–)8–12(–14) × (5–)6–7(–8) μm.

## Ecologie
Grove mosterdkorst komt voor op laanbomen en in bossen op een neutrale of matig zure schors. Het groeit vooral op zomereik, maar hij kan ook worden aangetroffen op populier, linde, wilg, es en esdoorn.

## Verspreiding
Het verspreidingsgebied van grove mosterdkorst strekt zich uit over Europa, Noord-Amerika en een beperkt aantal Aziatische landen. In Nederland is het een vrij algemene soort. Hij is niet bedreigd en staat niet op de rode lijst.